# Meduza (zoologija)
Meduza je prostoplavajoča življenjska oblika predstavnikov nekaterih skupin ožigalkarjev, konkretno klobučnjakov, kubomeduz in trdoživnjakov, ki se razmnožuje spolno. Nasprotje je polip, pritrjena življenjska oblika, ki tvori nove meduze z brstenjem.
Meduze so radialno simetrične, imajo izbočen zgornji del (exumbrella) in spodnji del (subumbrella), kar jim daje videz zvonca ali dežnika. Usta se nahajajo v sredini spodnjega dela, ki je lahko delno zaprt z membrano (velum), ki se razteza od roba. Prebavno votlino sestavlja ustna votlina, iz katere se žarkasto proti robu razprostirajo slepi prebavni kanali. Ti so lahko enostavni ali razvejani, njihovo število se razlikuje med skupinami. Na robu diska se nahajajo čutilni organi in lovke z ožigalkami. Po splošni telesni zgradbi sta si polip in meduza zelo podobna, glavna razlika je, da je polip pritrjen z usti navzgor, meduza pa običajno plava z usti navzdol. Izraz »meduza« je izbral švedski naravoslovec Carl Linnaeus, saj ga je zaokrožen klobuk z lovkami spomnil na grško mitološko bitje Meduzo, ki ima na glavi kače namesto las.
Plavajo z ritmičnim krčenjem mišic ob robu klobuka, ki skrčijo klobuk in iztisnejo vodo v eni smeri, to pa po zakonu o vzajemnem učinku potisne meduzo naprej. Kljub temu, da njihovo živčevje sestavlja le enostavna mreža nevronov, so meduze izjemno učinkoviti plavalci, saj izkoriščajo prožnost svojih tkiv in vodne vrtince da pridobijo nazaj del energije vsakega krčenja. Po merilu porabe energije na hitrost premikanja so celo najučinkovitejši plavalci med vsemi živalmi. Vendar pa se običajno premikajo zgolj na kratke razdalje znotraj vodnega stolpca, zato jih kljub sposobnosti aktivnega plavanja uvrščamo med zooplankton.
Pri večini ožigalkarjev se tekom življenjskega kroga izmenjata obe obliki. Oplojeno jajčece se razvije v ličinko, ki se pritrdi kot polip in nespolno tvori nove polipe, ob ustreznih razmerah pa prične tvoriti meduze. Te prosto plavajo okrog in ko dosežejo spolno zrelost, pričnejo izločati spolne celice (jajčeca in semenčice). Krog se tako zaključi. Pri različnih skupinah ožigalkarjev pa je z evolucijo prišlo do sprememb v življenjskem krogu, odvisno od pogojev v okolju in strategije preživetja. Pri klobučnjakih meduza močno prevladuje, tako po dolgoživosti kot po velikosti. Polipi kubomeduz ne brstijo, temveč se neposredno preobrazijo v meduze. V nasprotju s klobučnjaki pri trdoživnjakih polipi močno prevladujejo in pri nekaterih so meduze v celoti odsotne. Posebnost so pecljati klobučnjaki, ki živijo samo kot meduze, vendar so te pritrjene.